# Johann Michael Gschray
Johann Michael Gschray (* 1692 in Monheim; † 1763 in Wemding) war ein preußischer Generalmajor und Chef eines Freikorps im Österreichischen Erbfolgekrieg sowie im Siebenjährigen Krieg.

## Herkunft
Er stammte aus einfachen Verhältnissen, sein Vater Johann Gschray († 2. Februar 1743) war Eisenamtmann. Seine Mutter war dessen Ehefrau Kunigunde, geborene Hipsch († 21. Januar 1715). Sein Bruder Josef war ebenfalls Mitglied des Freikorps, seine Schwester arbeitete zunächst als Köchin und heiratete später einen Elsässer namens Baumgärtner, der Major eines preußischen Freikorps war.

## Leben
Von 1709 bis 1715 war Gschray Amtsknecht. Er wollte dann zu den bayerischen Truppen, er wurde jedoch abgelehnt. So blieb er Amtsknecht, heiratete 1722 eine Amtsmannwitwe und wurde selbst Amtsmann. Mit den Anforderungen offenbar überfordert, wurde er 1739 Eisenamtmann in Deggendorf an der Donau.
Als 1741 französische Truppen unter dem Grafen Moritz von Sachsen in Bayern einmarschierten, konnte Gschray sich als Spion verdingen. 1732 wurde er dann Freischütze bei der kurbayerischen Landmiliz. Bei dieser Gelegenheit konnte er sich mehrfach auszeichnen und einige Kroaten und Panduren gefangen nehmen. Für diese Verdienste erhielt Gschray vom Kommandanten von Straubing, Oberst von Wolfswiesen, ein Empfehlungsschreiben. Damit ging er nach Frankfurt am Main, wo sich Kaiser Karl VII. aufhielt. Dieser schickte ihn als Leutnant in eine Freikompanie des Grafen von Seckendorf, der jedoch keinen unerfahrenen Soldaten haben wollte.
So wandte sich Gschray an den Kanzlerdirektor Baur und konnte einen Vorschlag einreichen, mit dem ein kleines Korps ohne Geld errichtet werden konnte. Es gelang ihm innerhalb von 14 Tagen, eine Kompanie von 50 Reitern aufzustellen. Die Österreicher hatten aber nur Spott für die Truppe übrig und nannten sie die „Schergen-“ oder „Büttelkompanie“. Er war aber wohl erfolgreich, denn 1742 wurde er zum kurbayerischen Hauptmann ernannt und die Truppe auf 150 Mann vergrößert.
1743/44 führte er einen kleinen Krieg. Am 1. Oktober 1744 wurde er bei Donauwörth verwundet. Der Kaiser ernannte ihn am 15. November 1744 zum Major sowie zum Chef des Freikorps, welches auf 600 Mann vergrößert wurde. Während seiner Verwundung wurde er vom damaligen Leutnant Nikolaus von Luckner vertreten. Nach dem Friedensschluss zwischen Bayern und Österreich wurde das Korps vom Kurfürsten Maximilian Josef verkleinert, blieb aber bestehen. Gschray wurde zum Oberstleutnant ernannt. Der Plan, den Truppen Polizeiaufgaben zuzuweisen, scheiterte an deren Disziplinlosigkeit. Als das Korps nach Holland geschickt werden sollte, weigerte sich Gschray und erhielt seinen Abschied.
Anfang Juni 1747 kam er mit Hilfe des Marschalls von Sachsen in französische Dienste. Dort erhielt er den Auftrag, ein Korps von 400 Dragonern und 800 Infanteristen aufzustellen. Zudem wurde Gschray Oberst ernannt. 1748 wurde die Truppe in Brüssel gemustert und übernommen. Schon im März nahm er an der Belagerung von Maastricht teil. Da der Krieg schon bald beendet war, wurde das Korps erneut verkleinert. Gschray wurde als Regimentskommandeur nach Straßburg befohlen. Im August 1754 beendete er seinen Dienst für Frankreich. Im wurde der Ludwigsorden verliehen. Dazu erhielt er eine jährliche Pension und ging nach München.
Zu Beginn des Siebenjährigen Krieges erhielt er die Erlaubnis, in sächsische Dienste zu treten. Daraufhin machte er sich auf den Weg nach Pirna. Da jedoch die Sächsische Armee eingeschlossen war, wurde Gschray von preußischen Husaren gefangen genommen und in das Hauptquartier des Königs nach Großsedlitz gebracht. Dort erhielt er den Auftrag, bei Merseburg 600 Kavalleristen zu werben. Er wurde wieder entlassen, aber statt nach Merseburg ging er nach Böhmen. Von dort schickte er das Geld und eine Entschuldigung an den preußischen General von Winterfeldt.
Jedoch hatte die österreichische Armee keine Verwendung für ihn, so dass er doch in preußische Dienste trat. Am 9. April 1761 wurde er zum Generalmajor ernannt. Er erhielt den Auftrag, ein Regiment von ca. 1600 Mann (Kavallerie und Infanterie) zu rekrutieren. Dort bediente er sich der Hilfe des Oberstleutnants Thürriegel, den er noch aus seiner Zeit in Frankreich kannte. Das Regiment formierte sich in der Nähe von Nordhausen. Thürriegel und Gschray entzweiten sich, so dass Thürriegel zur Festung Magdeburg kam.
Am 23. August 1761 wurde das preußische Regiment von den Franzosen (de Grandmaison) überfallen. Gschray geriet mit den meisten seiner Soldaten in Gefangenschaft und wurde nach Kassel und später nach Landau in der Pfalz gebracht. Am 8. September 1762 wurde er auf Ehrenwort entlassen und kam nach Leipzig. Nach dem Frieden von Hubertusburg wurde er zusammen mit seinen Verwandten entlassen. Die Kavallerie wurde am 1. April 1763 in Stettin aufgelöst, die Infanterie in Großglogau. Gschray wandte sich zunächst nach Russland, kehrte aber erfolglos nach Preußen zurück, wo er mittellos starb.

## Familie
Er heiratete 1722 eine Amtsmannwitwe, die vier Kinder mit in die Ehe brachte. Seine Frau starb 1757 in Straßburg. Gschray hatte zwei Söhne, Johann und Franz, die als Hauptleute im Korps dienten. Eine Tochter heiratete einen Herren Beyerle, der dann Oberstleutnant im Freikorps wurde. Eine Stieftochter heiratete einen Herren Grossmann, eine weitere einen Straßburger Ratsverwandten namens Schenk. Franz wurde später Hauptmann in Straßburg, heiratete ein Fräulein Weitersheim, starb aber bereits mit 28 Jahren.